# Богородське (район Москви)
Богородське (рос. Богоро́дское) — адміністративний район в Москві, входить до складу Східного адміністративного округу. Населення станом на 1 січня 2017 року 107697 чол., площа 10,24 км².
Район утворено 5 липня 1995 року.

На території району розташована станція метро Бульвар Рокосовського